# Lady in Black
Lady in Black е песен на рок групата „Юрая Хийп“. Това е четвъртата песен от албума ѝ Salisbury от 1971 г.
Песента е приписана на Кен Хенсли. Той разказва историята на човек, който се лута през раздираната от война тъмнина и се натъква на същество, подобно на богиня, което го утешава. Често е определяна както от феновте, така и от критиците като най-поетичната творба на Хенсли. Има много b-страни в различни издания за тази песен излязла като сингъл. Най-известният от тях е Simon the Bullet Freak с автор Кен Хенсли, но Bird of Prey също е b-страната на записа в някои издания на песента. През 1981 г. песента е преиздадена като сингъл в Германия и Холандия, а b-страната е с Easy Livin'.

## Обложка
Кратък коментар върху обложката на оригиналното винилово издание гласи, че за Кен Хенсли вдъхновението е истински случай: изненадващо посещение на дъщерята на селски викарий в момент, когато той е в много депресирано състояние. Резултатът от тази среща и – някакво прозрение – е песента Lady in Black: философска притча, която ни казва, че злото не може да бъде победено от самото зло. По-късно в интервю обаче Хенсли казва: „...И момичето, което го вдъхнови, никога няма да разбере. Видях го през прозореца на хотелската си стая, но никога не се срещнахме!“.
Според Кен Хенсли той е изпял главните вокали, защото Дейвид Байрън не харесва песента и отказва да я запише по време на сесиите в Солсбъри. Продуцентът Гери Брон предлага на Хенсли да запише главните вокали, което той и прави.

## История
Lady in Black е изпълнявана под формата на рок балади (и без традиционния куплет-припев) и се превръща в едно от най-популярните концертни изпълнения на „Юрая Хийп“. Постига голям успех в Германия и Русия. Въпреки че песента никога не е била издавана като сингъл в Обединеното кралство и Съединените щати, тя попада в немските класации за сингли три пъти през седемдесетте години. Преиздаването от 1977 г. се превръща в голям хит. То прекарва девет седмици в Топ 20 на Германия през 1977 г., достигайки номер 5 и още седем седмици в Топ 20 през 1978 г., поддържайки позиция номер 5. За това постижение Юрая Хийп получава наградата „Златен лъв“, немският еквивалент на награди „Грами“ или „Брит“.
Впоследствие песента е презаписана за два от най-големите хитови албума на грурата: Totally Driven (2001) и Celebration – Forty Years of Rock (2009).

## Музиканти
- Мик Бокс – водеща и акустична китара
- Кен Хенсли – акустична китара, водещи и беквокали, мелотрон, пиано
- Пол Нютън – бас китара
- Кийт Бейкър – барабани

## Кавър версии
- Кен Хенсли и Лайв Файър, Gitarijada Rock Festival Serbia, 2 август 2007 г.
- Айрис, Мик Бокс, Бърни Шоу – Mătase albă, Doamna in negru, 2002 г.[8]
- Енсиферум, Victory Songs, 2007 г.[9]